# سكوت سوان
سكوت سوان (بالإنجليزية: Scott Swan)‏ هو كاتب سيناريو أمريكي، ولد في 1970 في بيتسبرغ في الولايات المتحدة.

## وصلات خارجية
- سكوت سوان على موقع IMDb (الإنجليزية)
- سكوت سوان على موقع ألو سيني (الفرنسية)
- سكوت سوان على موقع أول موفي (الإنجليزية)
- سكوت سوان على موقع قاعدة بيانات الفيلم (الإنجليزية)
- سكوت سوان على موقع كينوبويسك (الروسية)